# Königshain
Königshain là một đô thị trong huyện Görlitz, bang tự do Sachsen, nước Đức. Đô thị Königshain có diện tích 19,52 km², dân số thời điểm ngày 31 tháng 12 năm 2005 là 1289 người.